# Tripolis
Een Tripolis, van de Griekse woorden tri (drie) en polis (stad), is een geografisch of politiek verbond tussen drie steden. 
De bekendste tripolis was die in Libië uit de Romeinse tijd. Deze omvatte de steden Leptis Magna, Sabratha en Oea en staat ook bekend als Tripolitana.